# Нейронный машинный перевод Google
Нейронный машинный перевод Google (GNMT) — это система нейронного машинного перевода (NMT), разработанная компанией Google и представленная в ноябре 2016 года, которая использует искусственную нейронную сеть для повышения беглости и точности перевода в Google Переводчике.
GNMT улучшает качество перевода, применяя метод машинного перевода на основе примеров (EBMT), в котором система “обучается на миллионах примеров”. Предлагаемая архитектура системного обучения GNMT была впервые опробована на более, чем ста языках, поддерживаемых Google Переводчиком. Благодаря большой сквозной структуре система со временем учится создавать более качественные и естественные переводы. GNMT способна переводить предложения целиком, а не по частям. Сеть GNMT может выполнять интерлингвальный машинный перевод, кодируя семантику предложения вместо того, чтобы запоминать переводы отдельных фраз.

## История
Проект Google Brain  был создан в 2011 году в “секретной исследовательской лаборатории Google X” Джеффом Дином, сотрудником Google, Грегом Коррадо, исследователем из Google, и Эндрю Ыном, профессором компьютерных наук Стэнфордского университета. Работа Ына легла в основу одного из самых больших технологических прорывов в Google и Стэнфорде.
В сентябре 2016 года исследовательская группа Google объявила о разработке системы перевода GNMT, и к ноябрю Google Переводчик начал использовать нейронный машинный перевод (NMT) вместо прежних статистических методов (SMT), которые использовались с октября 2007 года внутри собственной закрытой SMT системы.
Система NMT внутри Google Переводчика использует большую искусственную нейронную сеть, пригодную для глубинного обучения. Изучая миллионы примеров, GNMT улучшает качество перевода, используя более широкий контекст для вывода наиболее подходящего перевода. Затем результат перестраивается и адаптируется для соответствия грамматике человеческого языка. GNMT не создала свой внутренний универсальный язык, а скорее стремилась найти общее между многими языками, что должно быть интересно больше для психологов и лингвистов, чем для специалистов в области информатики. Новый движок перевода был включен в обе стороны для девяти языков: английского, французского, немецкого, испанского, португальского, китайского, японского, корейского и турецкого в 2016 году. В марте 2017 года были добавлены ещё три языка: русский, хинди и вьетнамский. В том же месяце с помощью сообщества Google Переводчика была добавлена поддержка иврита и арабского языка. Далее в конце апреля 2017 года была добавлена поддержка девяти индийских языков, а именно: хинди, бенгали, маратхи, гуджарати, пенджаби, тамильский, телугу, малаялам и каннада.

## Языки, поддерживаемые GNMT
Ниже приведён список языковых пар, в которых для перевода используется модель нейронного машинного перевода Google (NMT). По состоянию на июль 2017 года для всех языков поддерживается только перевод на английский язык и обратно:
|    | Языковая пара                           | Коды языков  |
| -- | --------------------------------------- | ------------ |
| 1  | Африкаанс <-> Английский                | af <-> en    |
| 2  | Арабский <-> Английский                 | ar <-> en    |
| 3  | Болгарский <-> Английский               | bg <-> en    |
| 4  | Китайский (упрощенный) <-> Английский   | zh-CN <-> en |
| 5  | Китайский (традиционный) <-> Английский | zh-TW <-> en |
| 6  | Хорватский <-> Английский               | hr <-> en    |
| 7  | Чешский <-> Английский                  | cs <-> en    |
| 8  | Датский <-> Английский                  | da <-> en    |
| 9  | Голландский <-> Английский              | nl <-> en    |
| 10 | Французский <-> Английский              | fr <-> en    |
| 11 | Немецкий <-> Английский                 | de <-> en    |
| 12 | Греческий <-> Английский                | el <-> en    |
| 13 | Иврит <-> Английский                    | iw <-> en    |
| 14 | Хинди <-> Английский                    | hi <-> en    |
| 15 | Исландский <-> Английский               | is <-> en    |
| 16 | Индонезийский <-> Английский            | id <-> en    |
| 17 | Итальянский <-> Английский              | it <-> en    |
| 18 | Японский <-> Английский                 | ja <-> en    |
| 19 | Корейский <-> Английский                | ko <-> en    |
| 20 | Норвежский <-> Английский               | no <-> en    |
| 21 | Польский <-> Английский                 | pl <-> en    |
| 22 | Португальский <-> Английский            | pt <-> en    |
| 23 | Румынский <-> Английский                | ro <-> en    |
| 24 | Русский <-> Английский                  | ru <-> en    |
| 25 | Словацкий <-> Английский                | sk <-> en    |
| 26 | Испанский <-> Английский                | es <-> en    |
| 27 | Шведский <-> Английский                 | sv <-> en    |
| 28 | Тайский <-> Английский                  | th <-> en    |
| 29 | Турецкий <-> Английский                 | tr <-> en    |
| 30 | Вьетнамский <-> Английский              | vi <-> en    |

## Прямой перевод
Утверждается, что система GNMT лучше предыдущего варианта Google Переводчика тем, что она может выполнять “прямой перевод”, т.е. переводить с одного языка на другой напрямую (например, с японского на корейский). Ранее Google Переводчик сначала переводил с исходного языка на английский, а затем с английского на конечный язык вместо прямого перевода с одного языка на другой.